# War Child
| 전문가 평가                       | 전문가 평가    |
| 평가 점수                         | 평가 점수      |
| 출처                              | 점수           |
| --------------------------------- | -------------- |
| AllMusic                          | [ 1 ]          |
| The Encyclopedia of Popular Music | [ 2 ]          |
| Džuboks                           | (mixed)        |
| Rolling Stone                     | (unfavourable) |
| Sputnik Music                     | 2.5/5          |

《War Child》는 1974년 10월 14일에 발매된 영국의 프로그레시브 록 밴드 제쓰로 툴의 일곱 번째 스튜디오 음반이다. 이 음반은 《A Passion Play》가 발매된 지 거의 1년 반 만에 발매되었다. 이전 음반에 대한 비판으로 인한 혼란은 《War Child》의 제작을 둘러싸고 있었으며, 《War Child》는 밴드가 기자 회견을 하고 미래에 대한 계획을 설명해야 했다.

## 녹음
밴드는 1973년 12월 7일, 〈Ladies〉를 시작으로 음반의 노래를 녹음하기 시작했다. 12월 8일에는 아웃테이크 〈Paradise Steakhouse〉와 함께 〈The Third Hoorah〉를, 12월 16일에는 아웃테이크 〈Saturation〉와 함께 〈War Child〉와 〈Back-Door Angels〉를, 12월 16일에는 아웃테이크 〈Bungle in the Jungle〉, 〈Ladies〉, 〈Skating Away on the Thin Ice of the New Day〉, 12월 19일에는 아웃테이크 〈Good Godmother〉, 오케스트라 곡 〈Mime Sequence〉와 함께 〈Sealion〉을, 1974년 1월 6일에는 〈Sealion II〉를, 1월 20일에는 〈Queen and Country〉를, 마지막으로 1974년 2월 24일에는 아웃테이크 〈Tomorrow was Today〉와 함께 〈Two Fingers〉와 〈Bungle in the Jungle〉를 녹음했다. 프랑스 샤토 드 에루빌에서 녹음된 6번과 8번 트랙을 제외한 전체 음반은 런던의 모건 스튜디오에서 녹음되었다. 2014년 시어터 재발행에 대한 라이너 노트에 따르면 《War Child》는 이전 음반과 샤토 드 에루빌 세션에 비해 훨씬 편안한 음반이었다. 스튜디오 장비는 작동했고 스튜디오의 사운드는 매우 실용적이었으며 밴드 내 분위기는 매우 안정적이고 생산적이었다. 〈Only Solitaire〉와 〈Skating Away〉는 아래에 자세히 설명된 대로 이전에 녹음되었다.

## 곡 목록
모든 곡들은 이언 앤더슨에 의해 작사/작곡하였다.
| #  | 제목                  | 재생 시간 |
| -- | --------------------- | --------- |
| 1. | 〈War Child〉         | 4:35      |
| 2. | 〈Queen and Country〉 | 3:00      |
| 3. | 〈Ladies〉            | 3:17      |
| 4. | 〈Back-Door Angels〉  | 5:30      |
| 5. | 〈Sealion〉           | 3:37      |

| #   | 제목                                            | 재생 시간 |
| --- | ----------------------------------------------- | --------- |
| 6.  | 〈Skating Away on the Thin Ice of the New Day〉 | 4:09      |
| 7.  | 〈Bungle in the Jungle〉                        | 3:35      |
| 8.  | 〈Only Solitaire〉                              | 1:38      |
| 9.  | 〈The Third Hoorah〉                            | 4:49      |
| 10. | 〈Two Fingers〉                                 | 5:11      |

## 인증
| 국가                       | 인증 | 판매량/출하량 |
| -------------------------- | ---- | ------------- |
| 미국 (RIAA)                | 골드 | 500,000^      |
| ^출하량을 기반으로 한 인증 |      |               |